# Aculepeira taibaishanensis
Aculepeira taibaishanensis är en spindelart som beskrevs av Zhu och Wang 1995. Aculepeira taibaishanensis ingår i släktet Aculepeira och familjen hjulspindlar. Inga underarter finns listade i Catalogue of Life.